# 12:00 (мини-альбом)
[12:00] (читается как midnight) — третий мини-альбом южнокорейской гёрл-группы LOONA, выпущенный 19 октября 2020 года компанией Blockberry Creative и распространен Kakao M, с ведущим синглом «Why Not?» Как и их предыдущий альбом [#], альбом был спродюсирован основателем и продюсером SM Entertainment Ли Су Маном.
Лидер группы ХаСыль в очередной раз не приняла участия в выпуске этого альбома, чтобы сосредоточиться на своем здоровье.

## Предпосылки
16 сентября Blockberry Creative анонсировали новый мини-альбом Loona под названием [12:00], выход которого запланирован на октябрь. В тот же день был выпущен тизер, который открывается снимком часов, показывающих 11:59 вечера в Сеуле. Затем в тизере показано время в других городах, включая Токио Лондон, прежде чем часы в Корее повернутся к полуночи. Blockberry также подтвердили, что участница Хасыль продолжит свой перерыв и не будет участвовать в возвращении, поскольку она сама решила сосредоточиться на восстановлении ее здоровье.
24 сентября был выпущен официальный трек-лист, а песня «Why Not?» была анонсирована в качестве ведущего сингла с музыкальным клипом.

## Сингл
«Why Not?» был выпущен в качестве ведущего сингла вместе с мини-альбомом 19 октября 2020 года.
15 ноября на YouTube-канале группы был выложен тизер музыкального клипа на песню «Star». Видеоклип был выпущен 18 ноября, а песня была представлена на американском современном радио 21 декабря в качестве второго сингла с альбома.

## Коммерческий успех
В США альбом попал в различные чарты. Он дебютировал и достиг 112-го места в американском Billboard 200, став четвертым альбомом корейской гёрл-группы, достигшим наивысшего пика в чарте, и сделав Loona шестой южнокорейской группой, попавшей в чарт, после BoA, Girls' Generation, 2NE1, Blackpink и Twice. Они также стали первыми артистами из небольшого и среднего южнокорейского агентства, появившимися в чарте. Он также занял 7-ю строчку в американском чарте World Albums, заняв шестое место в первой десятке. На второй неделе альбом достиг 4-го места, став их самым высоким альбомом в чарте. Он также занял 3-е место в американском чарте Heetseekers Albums, став их самым высокооплачиваемым альбомом в чарте и став их самым продаваемым альбомом в стране. Он достиг вершины чарта на следующей неделе, став их первой попыткой возглавить хит-парад.
В Южной Корее альбомом [12:00] и достиг 4-го места за неделю, закончившуюся 24 октября 2020 года. На второй неделе альбом опустился до 10-го места, а на третьей неделе — до 38-го. Альбом также занял 9-е место в чарте альбомов Gaon за октябрь, продав 85 624 копии менее чем за полмесяца.
В Великобритании альбом дебютировал на 15-м месте в официальном чарте загрузок альбомов за неделю, закончившуюся 23 октября, став первой записью группы в двадцатке лучших в чарте.

## Список треков
| №                   | Название                               | Текст песни                            | Музыка                                                    | Аранжировка              | Длительность |
| ------------------- | -------------------------------------- | -------------------------------------- | --------------------------------------------------------- | ------------------------ | ------------ |
| 1.                  | «12:00»                                |                                        | Coach & Sendo                                             | Coach & Sendo            | 1:13         |
| 2.                  | «Why Not?»                             | Хван Ю Бин                             | Уилл Симмс Сондре Нистром Джулия Финнсетер Эллен Берг     | Уилл Симмс Coach & Sendo | 3:25         |
| 3.                  | «Voice» (목소리; Moksori)              | makeumine works JQ                     | Джесси Сент-Джон Джорджия Ку Trackside                    | Trackside                | 3:18         |
| 4.                  | «Fall Again» (기억해; Gieokae)         | Kim Yeon-seo                           | JINBYJIN Ким Ён Со                                        | JINBYJIN                 | 3:35         |
| 5.                  | «Universe»                             | Чо Юн Гён                              | Даниэль Дурн Катрин Нейя Клит Йоргенсен Питер Валлевик    | Питер Валлевик           | 3:34         |
| 6.                  | «Hide & Seek» (숨바꼭질; Sumbakkokjil) | Мун Хё Мин                             | Паулос Сольбо Фредрик Раадал-Симонсен Матильда Фроммегорд | ROSII                    | 3:02         |
| 7.                  | «Oops!»                                | Ким Ён Со                              | Фат Фабе Гарри Соммердал Ким Ен Со Матильда Фроммегорд    | Bangers & Cash           | 2:42         |
| 8.                  | «Star (Voice English Version)»         | Джесси Сент-Джон Джорджия Ку Trackside | Джесси Сент-Джон Джорджия Ку Trackside                    | Trackside                | 3:18         |
| Общая длительность: | Общая длительность:                    | Общая длительность:                    | Общая длительность:                                       | Общая длительность:      | 24:07        |

## Чарты

### Еженедельный чарт
| Чарт (2020)                         | Высшая позиция |
| ----------------------------------- | -------------- |
| Республика Корея (Gaon)             | 4              |
| Великобритания Digital Albums (OCC) | 15             |
| США (Billboard 200)                 | 112            |
| США (Billboard)                     | 1              |
| США (Billboard Independent Albums)  | 23             |
| США (Billboard World Albums)        | 4              |

### Итоговый чарт
| Чарт (2020)             | Чарт (2020)             | Чарт (2020)             | Чарт (2020)             | Чарт (2020)             | Чарт (2020)             | Чарт (2020)             | Чарт (2020)             | Чарт (2020)             | Позиция | Позиция | Позиция |
| ----------------------- | ----------------------- | ----------------------- | ----------------------- | ----------------------- | ----------------------- | ----------------------- | ----------------------- | ----------------------- | ------- | ------- | ------- |
| Республика Корея (Gaon) | Республика Корея (Gaon) | Республика Корея (Gaon) | Республика Корея (Gaon) | Республика Корея (Gaon) | Республика Корея (Gaon) | Республика Корея (Gaon) | Республика Корея (Gaon) | Республика Корея (Gaon) | 71      | 71      | 71      |

## Сертификация и продажи
| Регион           | Сертификация | Продажи |
| ---------------- | ------------ | ------- |
| Республика Корея | —            | 116,614 |
| США              | —            | 14,400  |

## История релиза
| Регион | Дата                 | Формат                                     | Лейбл                       |
| ------ | -------------------- | ------------------------------------------ | --------------------------- |
|        | 19 октября 2020 года | Цифровая дистрибуция стриминг Компакт-диск | Blockberry Creative Kakao M |
| Мир    | 19 октября 2020 года | цифровая дистрибуция стриминг              | Blockberry Creative         |